# Akish
Akish, Akhish, Achish ou Akis (en hébreu : אָכִישׁ) est un personnage du Tanakh et de l'Ancien Testament. Dans la Bible, il est cité dans le Premier Livre de Samuel.

## Récit biblique
Akisch est un roi philistin de Gath auprès de qui David se réfugia par deux fois pour échapper à Saül ;  la seconde fois, Akisch lui donna Tsiklag pour demeure et David y passa seize mois, en paix avec les Philistins.
Akisch est le nom d'un autre roi de Gath du temps du roi Salomon (1 Rois 2.39-40).